# خوسيه ماتياس دلغادو
خوسيه ماتياس دلغادو (بالإسبانية: José Matías Delgado)‏ (و. 1767 – 1832 م) هو سياسي من السلفادور . ولد في سان سلفادور، تولى منصب رئيس السلفادور.
توفي في سان سلفادور .

## روابط خارجية
- خوسيه ماتياس دلغادو على موقع الموسوعة البريطانية (الإنجليزية)